# Église Saint-Nicolas de Perk
L'église Saint-Nicolas (Sint-Niklaaskerk en néerlandais) est une église de style roman, gothique, classique et néogothique située à Perk, section de la commune belge de Steenokkerzeel, dans la province du Brabant flamand.

## Historique
Le chœur, la tour, le transept et les sacristies sont classés comme monument historique depuis le 25 mars 1938.
L'église est classée dans son ensemble depuis le 12 avril 1974 et figure à l'Inventaire du patrimoine immobilier de la Région flamande sous la référence 41370.

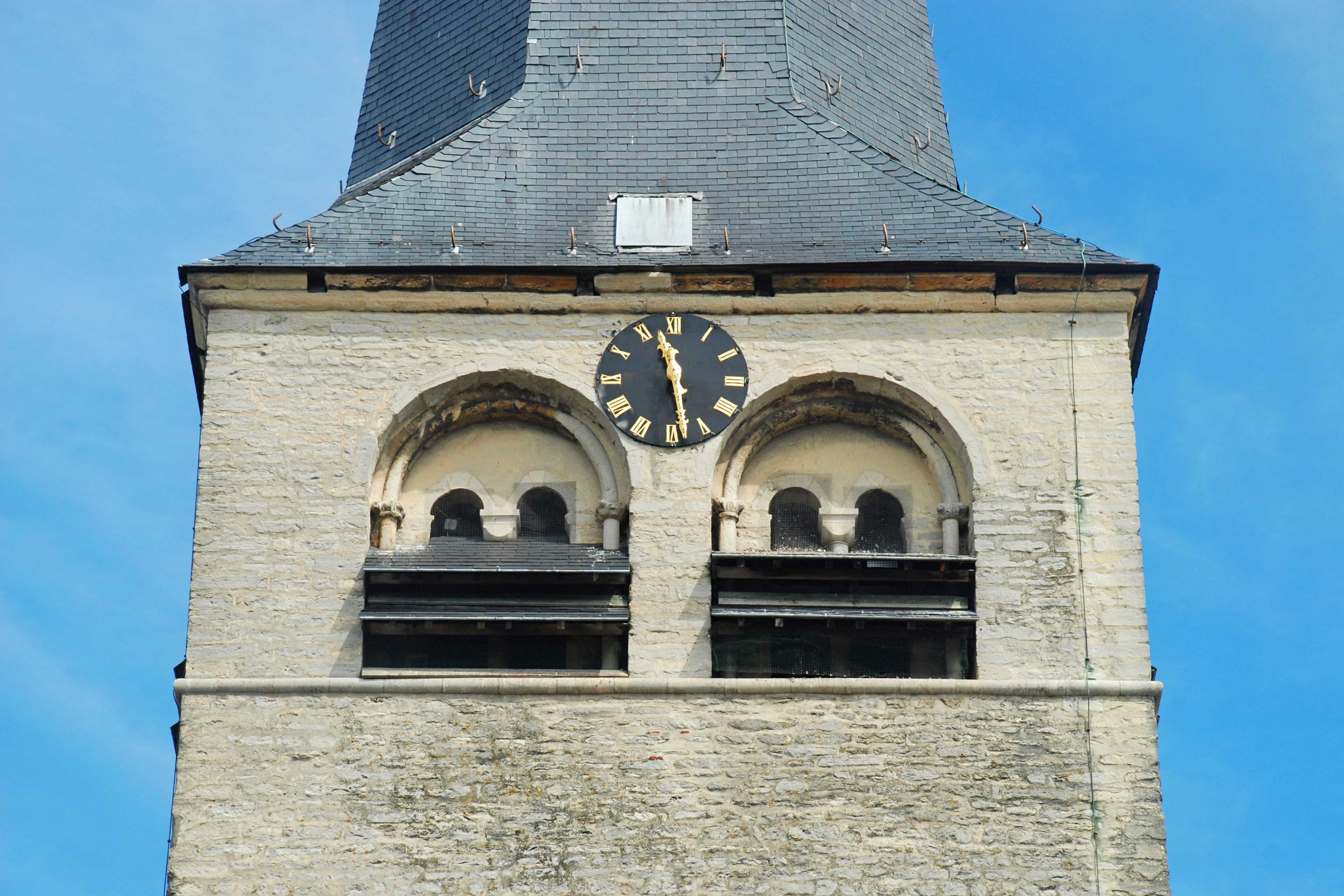
Baies du clocher roman.

## Architecture

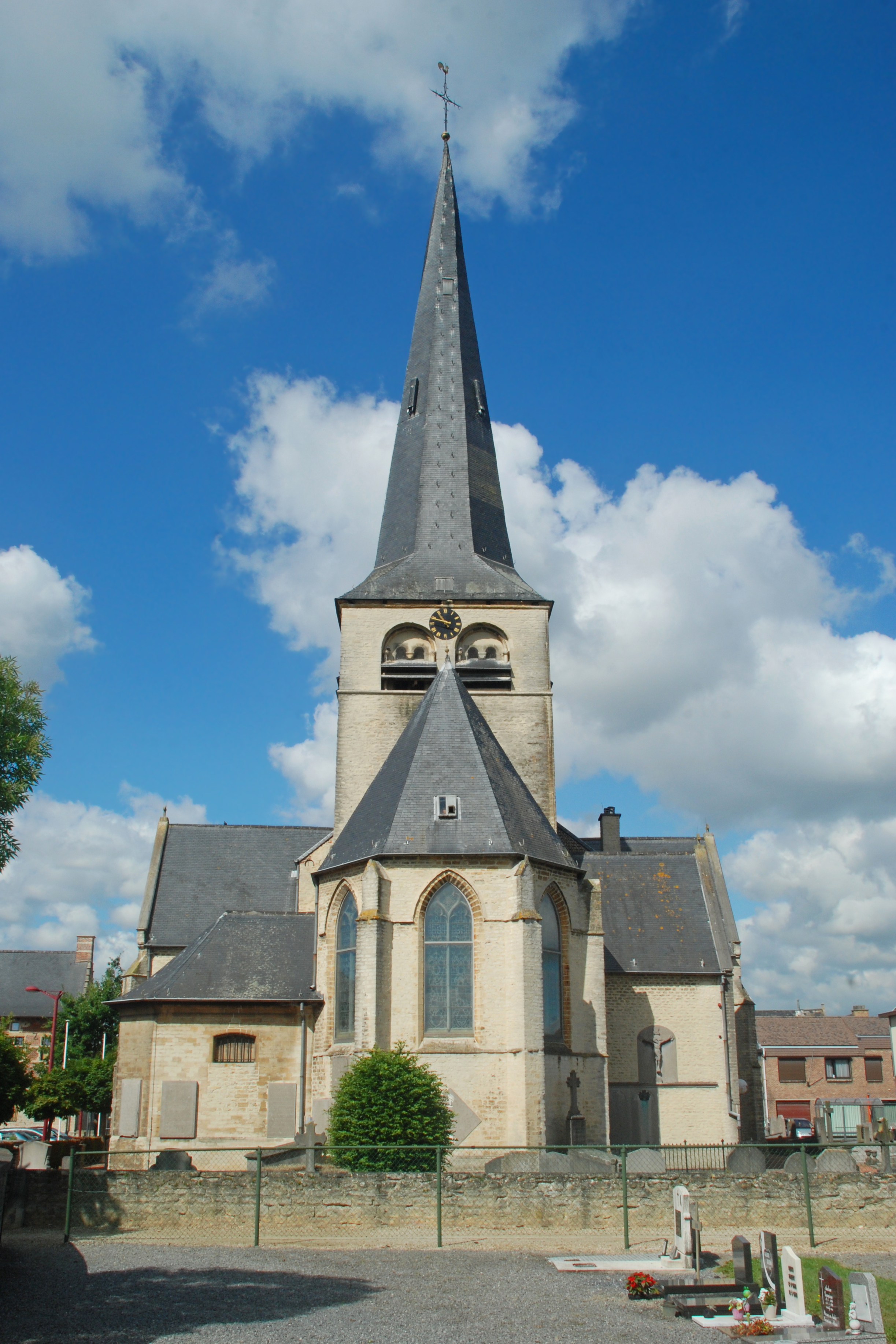
Vue axiale sur le chevet.
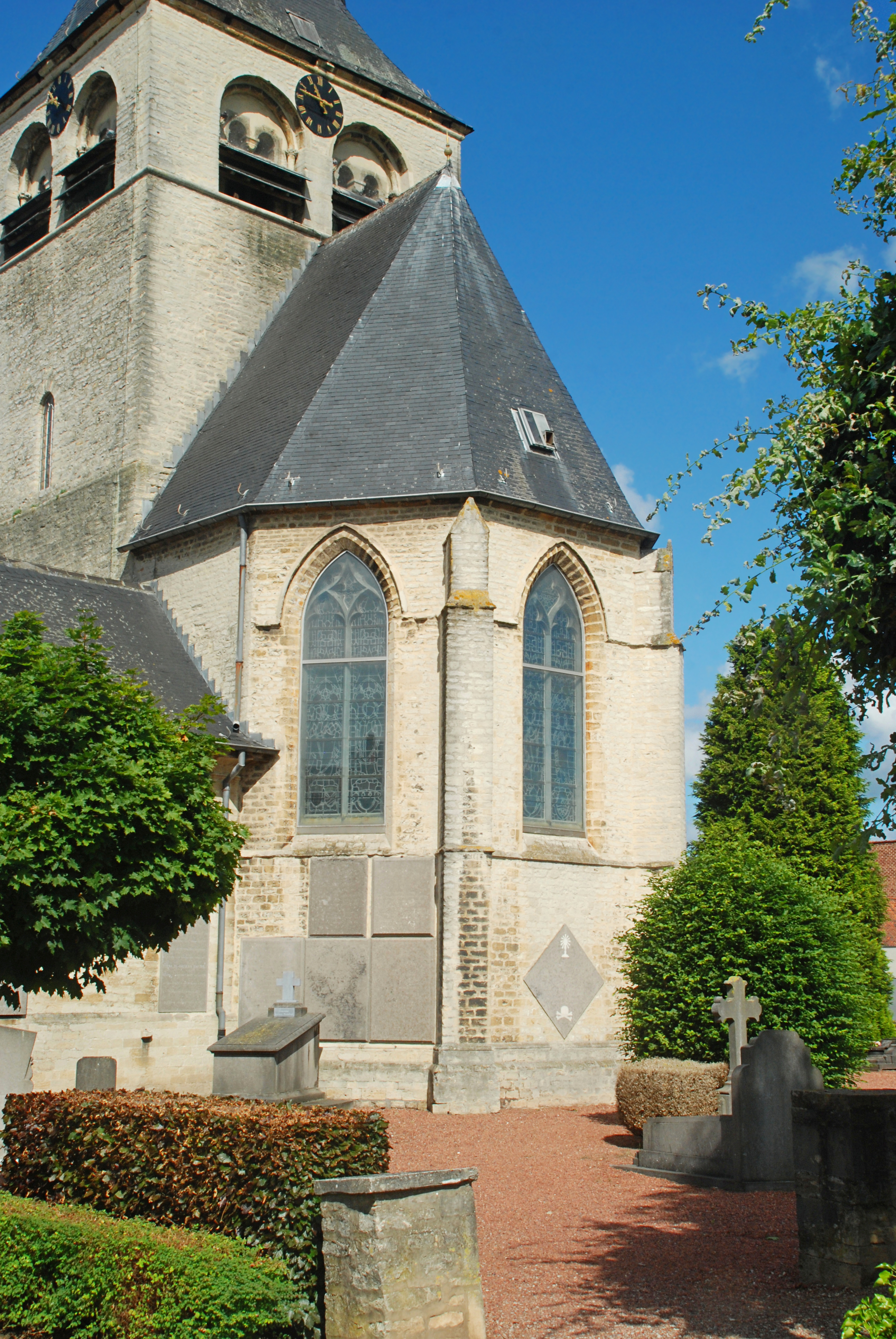
Le chevet.
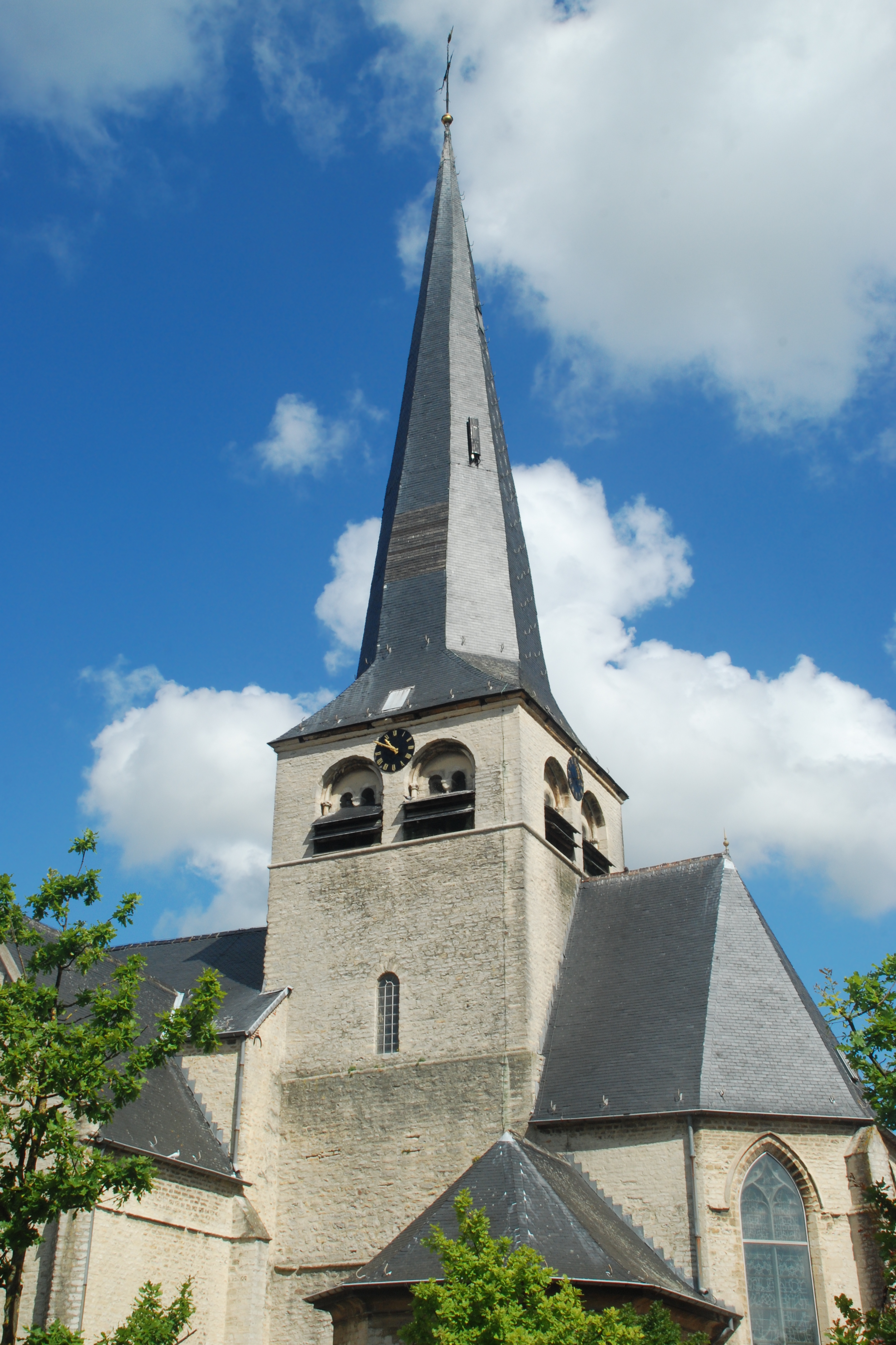
La tour.

## La cure

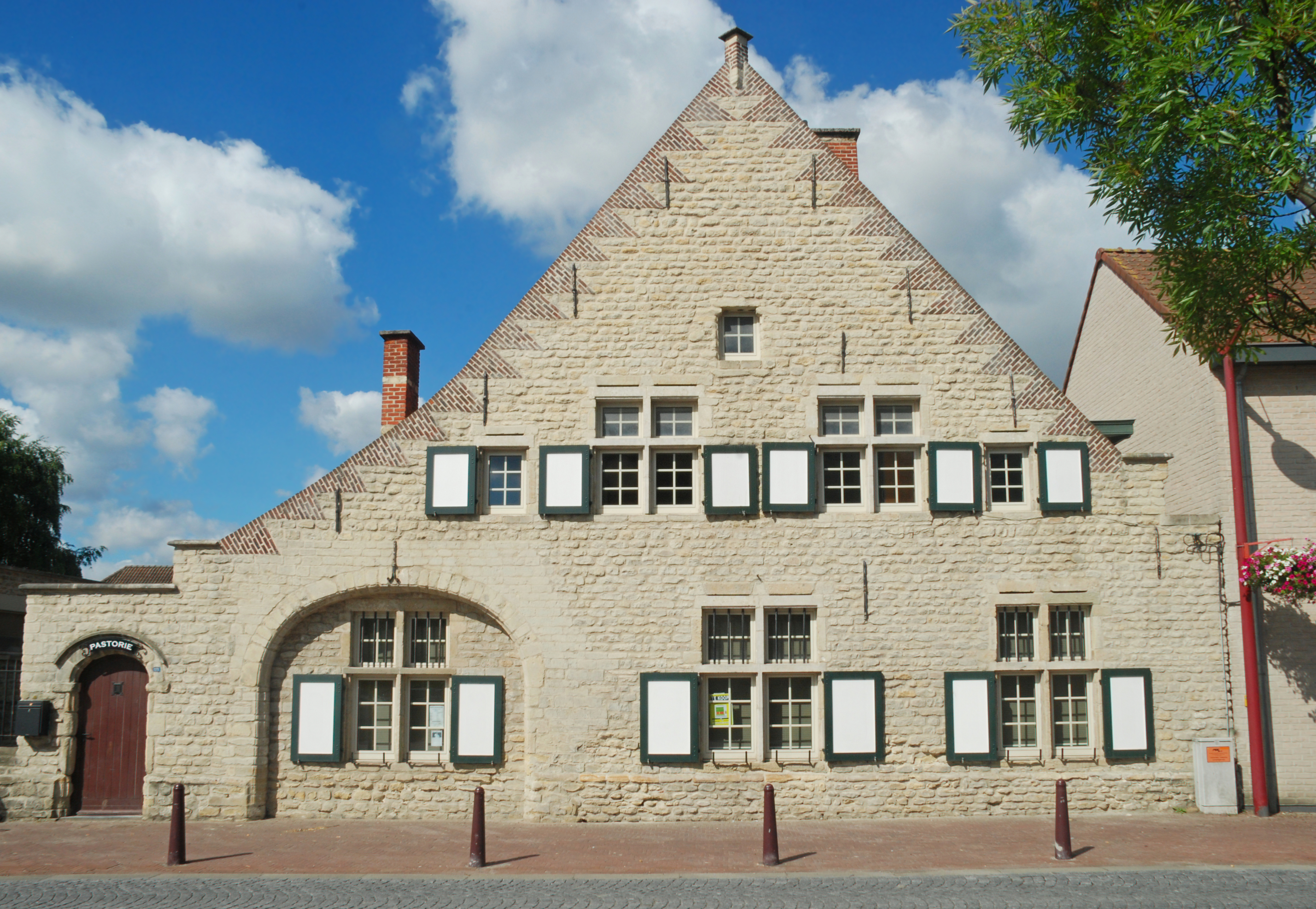
La cure.